# Кампобернардо (Тревизо)
Кампобернардо је насеље у Италији у округу Тревизо, региону Венето.
Према процени из 2011. у насељу је живело 550 становника. Насеље се налази на надморској висини од 2 м.